# Южный Урал (телерадиокомпания)
Государственная телевизионная и радиовещательная компания «Южный Урал» — филиал ФГУП «Всероссийская государственная телевизионная и радиовещательная компания» в Челябинской области.

## История
- начала свою историю 7 ноября 1929 года, когда было запущено Радио «Южный Урал»[2]
- 17 июля 1958 года жители Челябинска и многих других городов и районов области получили возможность регулярно смотреть передачи Челябинского телевидения.
- 1 марта 1959 года вступила в строй черно-белая ПТС-3. Первая передача состоялась из Дворца культуры треста «Челябметаллургстрой» (ЧМС)
- Апрель 1959 года — вышел первый номер газеты «Программа передач челябинского телевидения и радио».
- Апрель 1960 года — разработан, смонтирован и сдан в эксплуатацию генератор спецэффектов. Разработчики и исполнители: старший инженер РТЦ Виталий Заикин и инженер Сергей Троицкий.
- 1960 год. Началось сооружение радиорелейной линии из Свердловска через Нижний Тагил, Пермь, Казань, Горький на Москву. Она дала возможность жителям Урала смотреть телепередачи из столицы и других городов страны. От основной линии Свердловск — Москва ответвились внутриобластные радиорелейные магистрали. Сооружение всей магистрали будет закончено в 1962 году.
- 1962 год. В канун Первомайского праздника начал работать Кустанайский телевизионный центр, транслировавший передачи Челябинской студии телевидения. По субботам и воскресеньям их слушали и смотрели тысячи тружеников целинного края.
- 1 мая 1962 года. Радиорелейная магистраль, по которой получали передачи Центрального телевидения, оборудовалась современной аппаратурой.
- В апреле 1964 года было завершено строительство радиорелейной линии Свердловск — Челябинск. Благодаря этой линии с 1 мая 1964 года жители Южного Урала стали смотреть программу центрального телевидения, передаваемую из Москвы.
- Ноябрь 1967 года. Введен в эксплуатацию ретранслятор ТРСА-56 (для города Челябинска), к 50-летию Великого Октября смонтировали и настроили мощный телевизионный передатчик «Игла» на восьмом канале, который окончательно решил задачу трансляции местной программы. С этого момента Челябинское телевидение стало двухпрограммным. По 4 каналу — передачи Центрального телевидения в объёме 9,5 часов в день и по 8 каналу — передачи местной программы в объёме 4-х часов.
- В 1972 году введены в эксплуатацию два первых видеомагнитофона «Кадр»-3 с видеолентой на «широких» рулонах, а в мае 1985 года вступили в строй усовершенствованные магнитофоны «Кадр» — 3ПМ.
- 1975 год стал этапным в развитии Челябинского телевидения, он связан с переводом технической базы на вещание в цветном изображении. За пять лет были введены в эксплуатацию: телекинопроекционная цветного телевидения для показа фильмов в цвете; двухкамерная цветная (ДАЦТ) аппаратная для создания передач малых форм в цвете (апрель 1978 г.); ПТС цветного изображения «Лотос» (ноябрь 1976 г.), а в 1979 г. «Магнолия», принимавшая участие в освещении спортивных мероприятий «Олимпиады-80» в Москве, где работала большая группа творческих и технических работников Челябинского Комитета по ТВ и РВ.
- Ноябрь 1976 года — впервые в прямом эфире из Дворца спорта «Юность» в цветном изображении, при помощи передвижной телевизионной станции «Лотос», был показан репортаж с Кубка СССР по боксу. Передачу провели режиссёр В. Бычук, операторы И. Бузуев, Б. Чернолуцкий, В. Вохминцев, Н. Махиня и бригада старшего инженера ПТС А. Лаптева.
- 1979 год — начата обработка киноматериалов в цветном изображении.
- В июне 1982 года была завершена реконструкция Челябинского телевизионного комплекса. Введено в эксплуатацию аппаратно-студийное оборудование «Перспектива» цветного изображения. Благодаря этому Челябинское телевидение было полностью переведено на трансляцию (вещание) передач в цветном изображении (объём вещания в 1982 году в цветном изображении составил 830 часов).
- 7 мая 1985 года — введен в эксплуатацию видеомагнитофон «Кадр-ЗПМ» в аппаратной № 1.
- 1988 год — в области работают 53 телевизионных передатчика метрового и дециметрового диапазона, из них — 12 мощностью более 5 квт. 16 станций спутникового телевидения типа «Москва». 97,9 процентов населения области принимает программу «Восток» Центрального телевидения, 91 процент — программу «Дубль-4», плюс программу Челябинской студии телевидения.
- В 1988 году запущена в работу первая электронно-вычислительная машина «Электроника МС 0585» (ЭВМ).
- 1989 год — 24 июня — 1 июля — 60 лет Магнитке. Впервые Челябинска ПТС осуществила прямую трансляцию Магнитогорск-Берлин.
- В 1989 году введены в эксплуатацию два видеомагнитофона «Кадр»-103-СЦ с «узкой» рулонной видеолентой.
- 1992 год — запущена в работу первая отечественная телевизионная станция видеографики «Гамма-Т».
- 1993 год — Переход на работу видеографики с обычных персональных компьютеров — IBM-386.
- 25 декабря 1993 года началось техническое вещание на собственном 36 канале. А с 1 февраля 1994 г. — регулярное вещание. Радиус уверенного приёма 70 км. Аудитория около 1 миллиона человек. И это был первый «коммерческий» телевизионный канал в г. Челябинске.
- В 1995 году запущена в работу аппаратная видеомонтажа с двумя магнитофонами BETACAM-SP.
- 1994 год — на областном радио установлены первые пять звуковых рабочих станция «Дигитон». Началась эра цифрового звука.
- В октябре 1995 года запущена в работу первая станция цифрового нелинейного монтажа FAST VIDEOMACHINE.
- Март 2000 года — сдана в эксплуатацию новая цифровая студия информационного вещания, которая позволяет выдавать программы, оформленные на техническом уровне ведущих мировых каналов. Ежедневно из этой студии выходят в эфир 13 выпусков информационной программы «Вести — Южный Урал».
- Июль 2000 года — Начало вещания телеканала 24 ТВК в г. Магнитогорске. Радиус уверенного приёма 50 км. Аудитория более 400 тысяч человек.
- 15 июля 2003 года — Открыто новое подразделение в структуре ЧГТРК. Интернет-вещание. Сайт компании — www.cheltv.ru
- 2005 год — создан компьютерный видеоархив высокого разрешения.
- 2006 год — Магнитогорская ГТРК стала территориальным подразделением ГТРК «Южный Урал». Начато техническое перевооружение, смонтирована цифровая студия информационного вещания.
- 2007 год — В Магнитогорске смонтирована цифровая студия радиовещания.
- 2008 год — Введена в строй первая в России цифровая центральная аппаратная радиовещания на базе оборудования AXIA.
- 2009 год — В рамках реализации программы переоснащения государственных теле- и радиокомпаний на ГТРК «Южный Урал» введена в строй цифровая АСБ-3. «Вести — Южный Урал» празднуют «цифровое новоселье».
- 2010 год — Начинается подготовка к переходу на всеобщее цифровое эфирное вещание, запланированное для Челябинской области на 2012—2014 г.г.
- 2011—2012 годы — Построена новая волоконно-оптическая линия связи для подачи сигналов цифрового вещания.
- 2012 год — Начаты работы по реконструкции цифрового архива.
- 2013 год — Начаты работы по очередной модернизации филиала — дооснащение оборудованием для цифрового вещания, в том числе формата HD. Для повышения надежности вещания установлена автономная дизель-электростанция.
- 2014 год — пост директора ГТРК «Южный Урал» занял Петр Всеволодович Васильев, ранее занимавший должность директора ГТРК Ставрополье. Продолжает пополняться штат сотрудников. В редакцию южноуральских Вестей пришли много молодых и талантливых журналистов — Мария Помелова, Яна Тормина, Альберт Мусин и другие.
- 16 января 2017 года в строй введена новая студия новостей. Самая грандиозная стройка на Южном Урале.
- в июле 2018 пост директора ГТРК «Южный Урал» заняла Евгения Леонидовна Дмитренко.

## История развития службы новостей
Состав службы новостей телевидения ГТРК «Южный Урал» начал складываться в конце 80-х. Тогда в эфире челябинского ТВ появились так называемые телемиксы. Это была ежедневная информационная программа, которая отражала не столько события и новости дня, сколько явления и тенденции времени. Ведущие вместе с гостями говорили о жизни, анализировали тенденции в экономике и обществе. В телевизионном эфире в те годы доминировали вопросы политики и экономики. Но и бытовая жизнь затрагивалась в работе журналистов «8-го канала». Ведущими телемиксов были — Т.Николаева, М.Абрамов, В.Болотников, Т.Кислюк, Б.Дурманов.
Следующий этап развития телевизионных новостей ГТРК связан с развитием конкуренции в эфире. Она появилась в 1991—1993 — во времена перемен в обществе, которые коснулись и ЧГТРК. Тогда на базе редакции новостей возникла Ассоциация информационного вещания (АИВ). В ней участвовали и представители профессиональной журналистики, и работники любительских телестудии, которые начинали появляться в других городах области. В эфире «8-го канала» шли материалы коллег из Миасса («Экран ТВ»), Аши («АША-ТВ»), Южноуральска, Катав-Ивановска. География новостей расширилась и за счёт использования ежедневных бюллетеней регионального информационного агентства «Европейско-Азиатские новости» (ЕАН).
Появился и новый телевизионный формат. На смену пространным беседам в эфире — информирование аудитории. Объект внимания — общественно-политическая, экономическая, культурная, спортивная, частная жизнь человека. приоритеты выставлены от общего к частному, от государства к человеку. Главными в работе журналистов стала оперативность, достоверность и объективность. «8-й канал» тогда старался не констатировать факты, а отслеживать их, давать в развитии. Ведущих было шесть — каждый вёл эфиры в определённый день недели (с понедельника по субботу).
Аудитория в 1990-е — средний класс.
Редакция новостей сознательно отказалась от «расчленёнки», «чернухи» и «бытовухи». Впрочем, телевизионные бандитские разборки вскоре надоели зрителям на других каналах, поэтому часть ушедшей аудитории всё же вернулась обратно.

## Челябинское «Времечко»
В субботу 2 сентября 2000 года на телеэкраны впервые вышла программа «Челябинское Времечко». В создании этого продукта редакции помогали московские коллеги. «Времечко» — программа народных новостей. Так её позиционировали создатели. В рамках программы действовали акции «Дети нашего Времечка» (помогали детям-сиротам и так далее), «Письмо Деду Морозу» (сотни писем южноуральцев корреспонденты доставили тогда на родину российского Деда Мороза в Великий Устюг), «Красная Шапочка нашего Времечка или Наш ответ Гарри Поттеру» (победившая девочка — она была похожа на героиню фильма «Про Красную Шапочку» актрису Яну Поплавскую — отправилась в Москву на встречу с любимой актрисой, которая тогда была ведущей Московского «Времечка»).
Программа «Времечко» во всех регионах России прекратила своё существование на федеральном канале в 2008 году.

## Структура ГТРК «Южный Урал»
- Телеканал «Россия-1-Южный Урал»

В Магнитогорске до 14 октября 2019 года существовала врезка «Россия-1 Южный Урал — Магнитогорск» с радиусом вещания 60 — 100 км в Челябинской обл. и Республике Башкортостан.
- Телеканал «Россия-24 Южный Урал»

Начал вещание 1 марта 2011 года на 52 ТВК, с 10 марта началось вещание УОТК «Ермак», с 14 марта на канале появились программы ГТРК Южный Урал. телеканал «Россия-24 Южный Урал» вещает только на Челябинск, в области программы «Россия-24 Южный Урал» можно смотреть в цифровом ТВ «Интерсвязь». С 22 марта 2017 года прекращена трансляция на 52 ТВК, сетевой партнёр — УОТК «Ермак» принял решение о смене сетевого партнёра на телеканал ТНТ4.
- «Радио России» и ГТРК «Южный Урал»
- «Радио Ваня» и ГТРК «Южный Урал»
- «Радио Маяк» и ГТРК «Южный Урал»
- «Вести FM» и ГТРК «Южный Урал»

## Программы

### Программы на телеканале Россия-1

#### Нынешние
- Вести-Утро. Южный Урал
- Вести. Южный Урал
- Местное время. Суббота
- Местное время. Воскресенье
- Покупай уральское
- Будьте здоровы
- Логика власти
- В центре внимания
- Время выбирать
- Спешите делать добро
- Территории

#### Ранее выходившие
- Губерния
- Юридическая консультация
- Карьера

### Программы на телеканале Россия-24
- Вести. Южный Урал
- Интервью
- Логика власти
- Без купюр
- Мнение
- Большой спорт
- Магистраль
- На повестке дня
- Будьте здоровы
- Местное время. Воскресенье

### Программы на Радио «ВАНЯ» на 106,8 ФМ
Будни (время местное): 07:00, 08:00, 09:00, 10:00, 11:00 (утро),
12:00, 13:00, 14:00, 15:00, 16:00 (день),
17:00, 18:00, 19:00, 20:00, 21:00 (вечер) — новости по 2:30 мин.
Утреннее шоу «Бутерброды» — с 07:00 до 10:00 по будням

## Вести-Южный Урал на канале Россия-1
Выходит с 2003 года. Время эфиров в будни:
- 05:07; 05:35; 06:07; 06:35; 07:07: 07:35; 08:07, 08:35
- 09:00. Кроме пятницы
- 14:30
- 21:05

### Время эфиров в субботу
- 08:00
- 08:20

### Время эфиров в воскресенье
- 08:00

### Постоянные рубрики
- Вести. Экономика
- Пресс-релиз
- Интернет-обзор
- Мобильный репортёр

## Вести-Южный Урал на канале Россия 24
Время эфиров:
- 7:00
- 10:00 (Понедельник-Суббота)
- 19:30
- 22:00
- 15:00 (Воскресенье)

## Вести-Южный Урал на канале Россия К
Время эфира: 08:00.
```
Регионального вещания на этом канале не осуществляется
```